# Sotio
Sotio Biotech a.s. je biotechnologická společnost, která je součástí investiční skupiny PPF. V čele společnosti byl od března roku 2014 bývalý šéf České pojišťovny Ladislav Bartoníček. Od března 2018 firmu řídí dlouholetý šéf vědy a výzkumu Sotio Radek Špíšek, který je ve firmě od jejího založení. Společnost se zaměřuje na výzkum a vývoj inovativních léčivých přípravků pro léčbu nádorových onemocnění. Vedle evropských zemí působí také USA, Rusku a Číně. V lednu 2020 firma oznámila založení dceřiné společnosti v Basileji ve Švýcarsku. V Praze a v Pekingu otevřela společnost Sotio komplex laboratoří, v nichž se mají vyrábět přípravky pro lidi trpící onkologickými onemocněními.
V současnosti Sotio testuje šest onkologických přípravků v různých fázích vývoje. V roce 2011 začala první klinické studie s přípravky aktivní buněčné imunoterapie DCVAC se zaměřením na rakovinu prostaty, rakovinu vaječníků  a rakovinu plic.
Sotio má vlastní vědecký výzkum a vývoj a rovněž spolupracuje s dalšími partnery. V posledních letech se aktivity Sotio a PPF zaměřily na investice do řady biotechnologických firem vyvíjejících inovativní protinádorové léčebné metody v Evropě a USA. Spolupracuje například švýcarskou NBE-Therapeutics na vývoji nových protinádorových přípravků na bázi konjugátu protilátky a léku (ADC), s francouzskou Cytune Pharma na vývoji nových imunoterapeutik na základě Interleukinu 15 (IL-15) určených pro léčbu nádorových onemocnění či s německým LDC a Institutem Maxe Plancka na vývoji léčiv zaměřených na metabolismus nádorových buněk.